# Elysia yaeyamana
Elysia yaeyamana is een slakkensoort uit de familie van de Plakobranchidae. De wetenschappelijke naam van de soort is voor het eerst geldig gepubliceerd in 1936 door Baba.